# Омаја
Омаја у српској народној традицији је назив за воду која се узима од воденичког кола у покрету.

## Обичаји и веровања
Људи су се овом водом умивали, али је и посипали по кући, верујући да ће их заштити од зла. Посебно су је ценили младићи и девојке, јер су веровали да ће им она омогућити да се за њима окрећу, као што се сама вода окреће око кола. Веровало се и да је најмоћнија ако се захвати уочи Ђурђевдана.